# Aladá
Aladá é uma comuna e cidade do Benim, no departamento Atlântico. Possui 381 quilômetros quadrados e segundo censo de 2013, havia 127 512 habitantes. Historicamente, foi capital do Reino de Aladá.

## Demografia
| Localidade | População |
| ---------- | --------- |
| 1979       | 62 404    |
| 1992       | 77 107    |
| 2002       | 91 778    |
| 2013       | 127 512   |